# Phytholaema mutabilis
Phytholaema mutabilis är en skalbaggsart som beskrevs av Antoine Joseph Jean Solier 1851. Phytholaema mutabilis ingår i släktet Phytholaema och familjen Melolonthidae. Inga underarter finns listade i Catalogue of Life.